# Athrycia flavescens
Athrycia flavescens är en tvåvingeart som beskrevs av Robineau-desvoidy 1830. Athrycia flavescens ingår i släktet Athrycia och familjen parasitflugor.
Artens utbredningsområde är Frankrike. Inga underarter finns listade i Catalogue of Life.